# Константиново (област Варна)
Вижте пояснителната страница за други значения на Константиново.
Константиново е село в Североизточна България. То се намира в община Варна, област Варна. Старото му име е Дере-кьой („Речна долина“).

## География
Константиново е разположено на около 15 км от центъра на Варна и на 8 км източно от гр. Белослав. Старото му име е Дере-кьой. В района на Константиново живеят около 2000 души. Има редовен градски транспорт по линия 37. Има училище, детска градина здравен пункт, поща и читалище. През последните години е засилено строителството на нови къщи и вили. Развитието на Варна на юг ще направи Константиново пълноценна градска зона, привлекателна за обитаване и отдих. Тази тенденция ще се засили особено много след изграждането на бъдещия втори мост над канала при село Казашко, който ще даде възможност за транспортна връзка както с града на север, така и с курортните комплекси. На практика, от Константиново ще може да се осъществи връзка с магистралите „Хемус“ и „Черно море“.
Значително се развива селското стопанство и лозарство. От лозовите масиви се добиват около 4000 т грозде.

## История
Местен духовен храм „Света Троица" е построен през 1893 г.
Тук е живял и учил Стойко Иванов Пеев (наричан „Малкото момче с големите сини очи“) – член на окръжния комитет на РМС в гр. Варна. През 1909 г. будни активисти учредили народно читалище „Искра“. Новата читалищна сграда е завършена и открита на 30.09.1974 г. В изграждането ѝ се включила по-голямата част от населението. Читалището е с просторен киносалон, който има 250 места. Направен е площад, на който се честват празниците Коледа, Бабин ден, Трифон Зарезан, Лазаруване и Първи юни.
През 1892 г. се построява училище, състоящо се от 2 класни стаи, плюс други три стаи. Днес в тази сграда се помещава детската градина на селото. През 1921 г. в училището се открива и прогимназиален курс, но училищната сграда е недостатъчна и така през 1926 г., след набиране на средства, започва строителството на допълнителна училищна сграда. През 1982 г. се изгражда нова училищна сграда, която е двуетажна с приземен етаж.
Старото училище е преустроено за целодневна детска градина, в която всеки ден се обучават 50 деца. През 2010 г. ЦДГ „Ран Босилек“ е под ръководството на Мария Чехларова – дългогодишен директор. Обучават се и деца в предучилищна възраст. Включва и изучаване на чужди езици.

## Население
Численост на населението според преброяванията през годините:
| \| Година на преброяване \| Численост \| \| --------------------- \| --------- \| \| 1934 \| 1421 \| \| 1946 \| 1536 \| \| 1956 \| 1544 \| \| 1965 \| 1456 \| \| 1975 \| 1359 \| \| 1985 \| 1229 \| \| 1992 \| 1158 \| \| 2001 \| 1256 \| \| 2011 \| 1570 \| \| 2021 \| 1741 \| |           |
| Година на преброяване | Численост |
| 1934 | 1421      |
| 1946 | 1536      |
| 1956 | 1544      |
| 1965 | 1456      |
| 1975 | 1359      |
| 1985 | 1229      |
| 1992 | 1158      |
| 2001 | 1256      |
| 2011 | 1570      |
| 2021 | 1741      |

### Етнически състав

#### Преброяване на населението през 2011 г.
Численост и дял на етническите групи според преброяването на населението през 2011 г.:
|                     | Численост | Дял (в %) |
| Общо                | 1570      | 100.00    |
| Българи             | 1370      | 87.26     |
| Турци               | –         | -         |
| Цигани              | –         | –         |
| Други               | 20        | 1.27      |
| Не се самоопределят | ?         | ?         |
| Неотговорили        | 172       | 10.95     |

Религията на населението е християнска.

## Редовни събития
Традиционните празници в с. Константиново са наследени от най-старо време. Всички обичаи и обреди, свързани с народния календар, отразяват същността, бита и вярата на хората.
Всяка година се чества празникът Бабин ден. Провежда се на площада с песни и български хора. Жените от селото се обличат в автентични, пъстри народни носии.
На Трифон Зарезан по традиция се организира конкурс за най-добро вино. Лозарите зарязват първите лози. Захранват ги със сладка погача и поят с вино червено да е плодородна годината.
Обичаят Лазаруване се изпълнява от момичетата на селото. Всяка година се събират пременени в най-красивите носии, накичени с върбови венци, посещават домовете на добрите стопани и наричат за здраве, плодородие и ползотворна година. Стопаните с радост посрещат красивите лазарки. Даряват ги за здраве.
Всяка година се провежда Пролетен концерт, в който участват всички певчески групи и танцови състави. Представят се пролетните обичаи и традиции.
Сборът на селото е един забележителен ден. Пред читалището се изнася концерт, играят се хора. Провеждат се и традиционните борби, на които вземат участие и гостите на селото.
Денят на детето се провежда като спортен празник за всички деца от селото. На площада звучат весели песни, провежда се конкурс – рисунка на асфалт, концерт от детските състави, спортни състезания.
Денят на възрастните хора заема важна част от традициите. В селото има много уважавани възрастни хора. Те предават традициите и обичаите на младежите и децата. Много от старите занаяти са останали като поминък в младите семейства – лозарство, лов, риболов, овцевъдство и др.
Коледа е най-желаният и очакван празник от най-малките. Бъдни вечер – вечерята срещу Рождество – се празнува тържествено. Предаван през поколенията, този обичай се спазва и до днес. На трапезата се слагат само постни ястия, сушени плодове, варено жито и орехи. Стопанката изпича обредни хлябове – кръгли и плетени краваи. Най-старият член на семейството прекадява с тамян трапезата. Няколко дни преди Коледа групи от осем-десет младежи и млади мъже, водени от „станеник“, тръгват да коледуват. Коледарските песни съдържат пожелания за здраве, щастие на семейството и успехи за стопанството. Стопаните даряват коледарите с пари и продукти: краваи, сушени плодове и бъклица червено вино.
На Сурваки (първи януари) децата обикалят къщите и сурвакат за здраве през годината. Домакините ги даряват с различни лакомства.

## Личности
- Костадин Костадинов (р. 1979) – български политик, председател на партия „Възраждане“. От 2019 г. живее във вилна зона „Лазур“.[7]